# Féminisme africain

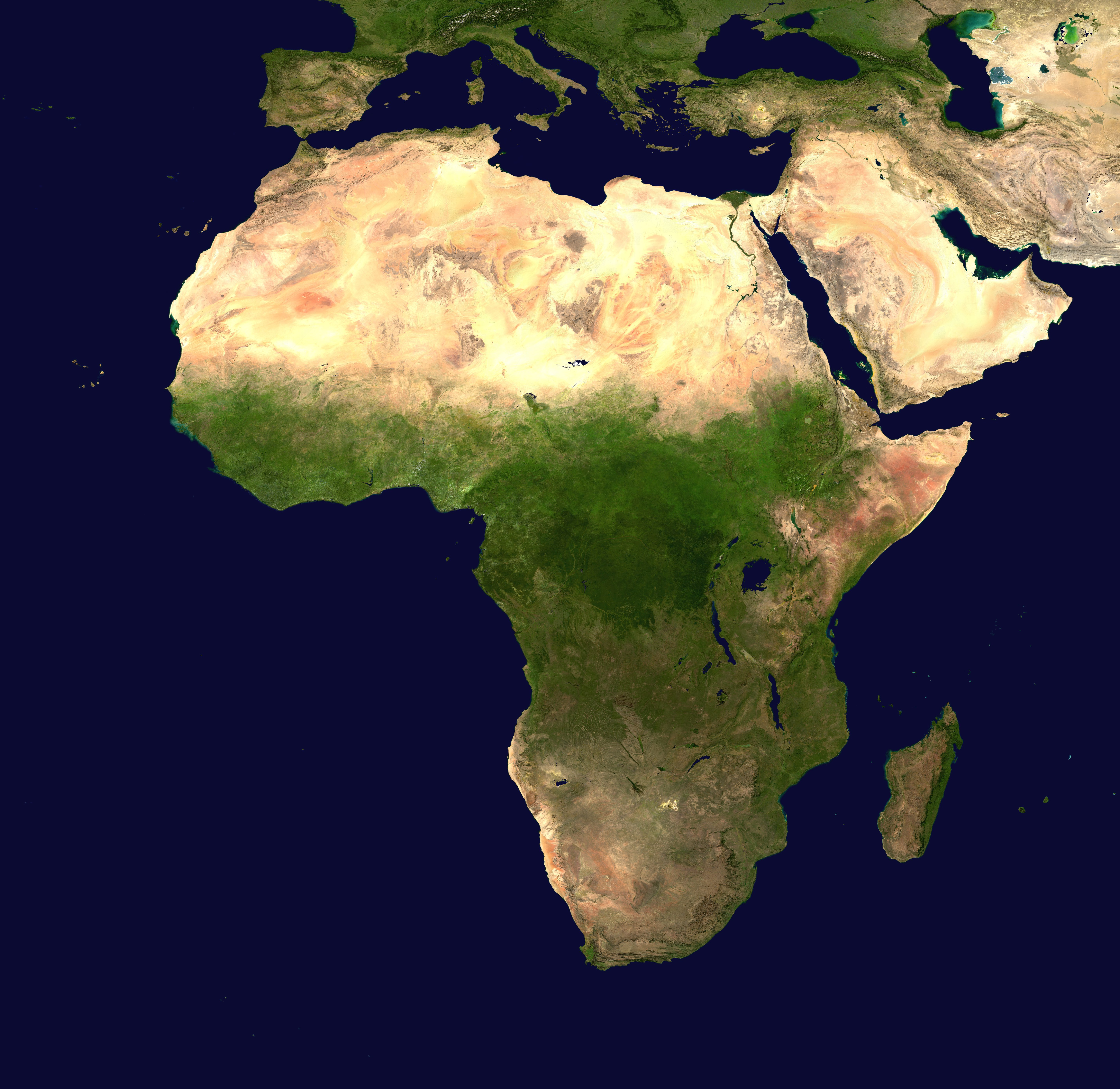
L’Afrique

Le féminisme africain est un ensemble de courants féministes définis par des femmes africaines, qui prend spécifiquement en compte la condition et les besoins des femmes africaines résidant sur le continent africain. Le féminisme africain comporte plusieurs courants qui lui sont propres, comme le maternalisme, le femmisme (femalism), le féminisme de l'escargot ou encore le stiwanisme. Parce que l'Afrique n'est pas un ensemble homogène, ces féminismes n'ont pas la prétention de refléter les expériences de toutes les femmes africaines, et chaque courant concerne un ensemble propre de ces femmes. Le féminisme africain est parfois aligné, parfois en dialogue, parfois en conflit avec d'autres courants comme le black feminism ou l'afroféminisme.

## Identification du besoin d'un féminisme africain

### Décolonisation
Certaines personnes justifient la nécessité du féminisme africain en raison de l'exclusion des expériences des femmes noires et des femmes du continent africain dans les mouvements féministes blancs occidentaux. Les féministes occidentales ne prennent pas en compte les problèmes particuliers des femmes noires, à l'intersection de leurs conditions de femmes et de Noires : elles classent souvent les femmes africaines dans une catégorie "femmes de couleur", ce qui regroupe et donc réprime la trajectoire et l'expérience personnelle des femmes africaines. En 1978, dans La Parole aux négresses, Awa Thiam introduit avant l'heure les bases de ce qui constituera plus tard l'analyse intersectionnelle, et constate « Là où l’Européenne se plaint d’être doublement opprimée, la Négresse l’est triplement. Oppression de par son sexe, de par sa classe, et de par sa race ».  Hazel Carby note en 1982, dans White Women Listen! Black Feminism and the Boundaries of Sisterhood, pourquoi le féminisme blanc est considéré comme une expérience normative des femmes. Elle écrit : "L'histoire a qualifié notre sexualité et notre féminité comme des qualités différentes de celles des femmes blanches, qui sont la fierté du monde occidental". Elle ajoute que le féminisme blanc ne peut pas continuer à effacer un continent entier et ses habitantes du féminisme dans son ensemble.
Le féminisme africain n'est pas seulement créé en réaction à l'exclusion du féminisme blanc, mais aussi en raison d'un désir de créer un féminisme qui comprend vraiment le contexte personnel et les expériences des femmes sur le continent africain. Les besoins des femmes, leur réalité, leur oppression et leur gain d'indépendance sont inclusifs et comprennent des questions générales et mondiales, ainsi que des questions locales. Naomi Nkaleah écrit que les féminismes africains "cherchent à créer une femme africaine nouvelle, progressiste, productive et indépendante, au sein des cultures hétérogènes de l'Afrique. Les féminismes en Afrique cherchent à modifier les cultures et leur impact sur les femmes dans plusieurs sociétés."
En parallèle, on note que des critiques ont relevé cette conception de l'Afrique comme entité unique. Les différences sont régionales, ethniques, politiques et religieuses, ce qui change complètement la vision du féminisme et de la liberté pour les femmes dans plusieurs pays africains. Par exemple, des femmes en Égypte, au Kenya, en Afrique du Sud et au Sénégal auront des points communs, certes, mais aussi un point de vue différent sur les conflits de genre. Elles ne peuvent pas se regrouper dans une idéologie de sororité africaine, mais il faut prendre en compte leurs différences.

### Les questions du genre et des inégalités/complémentarité hommes/femmes
Une partie des féministes africaines souhaite d'autre part se démarquer du féminisme euroaméricain en raison d'un désaccord sur l'opposition hommes/femmes et sur l'existence d'une domination masculine. Historiquement, cela a été le cas d'associations féminines sénégalaises des années 1960 et 1970 s'étant battues pour améliorer la condition des femmes, grâce à un meilleur accès à la santé, à l'éducation, à l'emploi, et à leur représentation au sein du pouvoir. Refusant l'étiquette féministe, elles préféraient mettre en avant la notion de complémentarité entre hommes et femmes. On retrouve cette opposition de façon exacerbée chez Oyèrónké Oyĕwùmí qui dans la revue Jenda ou dans son essai The Invention of Women : Making an African Sense of Western Discourses (1997) s'appuie sur la culture et la religion yoruba pour rejeter la notion même de genre— « une dualité dichotomique binaire étrangère à nombre de cultures africaines » —, de femme— « une invention occidentale » —, ou l'inégalité hommes/femmes. 
Toutefois, d'autres courants ont intégré la notion de genre comme un outil d'analyse, à l'image de la revue Feminist Africa, et la position des mouvements féministes africains couvre toutes les nuances entre ces deux tendances opposées.

## Principes du féminisme africain
Les féminismes africains répondent à des questions culturelles du continent africain, et leur origine se situe souvent en Afrique de l'Ouest et au Nigeria. Naomi Nkealah, dans son article West African Feminisms and Their Challenges, étudie les différents féminismes africains. Elle commence par le femmisme, qu'elle considère ne pas faire partie du féminisme africain parce qu'il s'adresse aux femmes ayant quitté le continent africain. Ensuite, elle se concentre sur le stiwanisme, qui place les femmes africaines au centre de sa réflexion. Dans un troisième temps, elle étudie le maternalisme, une forme de féminisme qui voit les femmes des régions rurales soutenir et nourrir la société. Elle se tourne ensuite vers le femalisme, qui met le corps de la femme au cœur des conversations féministes. Enfin, elle évoque le négo-féminisme et le féminisme de l'escargot, qui demandent l'inclusion des hommes dans les discussions et dans le féminisme et jugent l'intervention masculine nécessaire à la liberté des femmes.
Tous ces courants ont plusieurs points communs. D'abord, ils remettent en question le terme de "féminisme", dont l'origine et la définition sont ancrées dans le monde occidental, et se concentrent sur les expériences des femmes africaines. Deuxièmement, elles dépendent des peuples africains et s'appuient sur leur histoire et leur culture pour construire les outils et structures nécessaires à la libération des femmes et à l'éducation des hommes. Enfin, elles incorporent "l'inclusion des genres, la collaboration et les compromis pour s'assurer que les femmes et les hommes contribuent, de façon pas forcément égale, à l'amélioration des conditions de vie des femmes".

## Rôle des hommes dans le féminisme africain
L'objectif du féminisme est de donner du pouvoir aux femmes en assurant leur égalité avec les hommes. Pour certains, le mot "féminisme" évoque un mouvement misandre, anti-culture et athée. Certaines femmes préfèrent s'engager dans l'activisme en incluant les hommes dans la conversation, parce qu'ils ont plus de pouvoir et de contrôle dans la société. Comme la majorité des politiques sont des hommes dans les pays africains, elles estiment que l'inclusivité est importante pour faire entendre leur voix. 

## Courants de féminisme africain

### Femmisme (Femalism)
Catherine Acholonu note que le féminisme est utile. "Le féminisme a pour objectif l'émancipation triomphale de la femme, un individu unique sans influences patriarcales et sans soumission abusive à la tradition." Cependant, même si les notions générales du féminisme accordent des libertés politiques, sociales et économiques aux femmes, le féminisme est souvent accusé de nier et d'ignorer les expériences des femmes issues de minorités ethniques, et surtout noires. En raison de cette exclusion, le femmisme a émergé au sein de communautés africaines et afro-américaines. Le femmisme africain s'appuie sur une perspective africaine, une géopolitique afro-centrée, et une idéologie africaine. Il ajoute aux questions féministes classiques la culture, le colonialisme et les autres formes de domination qui affectent les femmes africaines.

### Stiwanisme
Fondé par Molara Ogundipe-Leslie, le Stiwanisme se concentre d'abord sur les structures qui oppriment les femmes et sur la façon dont les femmes réagissent à ces structures institutionnelles. Ogundipe-Leslie affirme que le combat des femmes africaines est un résultat des structures coloniales et néo-coloniales qui mettent souvent les hommes africains tout en haut de la hiérarchie sociale. Il est également une conséquence de la façon dont les femmes africaines ont internalisé la patriarchie, et ont commencé à soutenir elles-mêmes ce système.

### Négo-Féminisme
La féministe, autrice, et chercheuse Obioma Nnaemeka définit le terme de Négo-féminisme dans son article Nego-Feminism: Theorizing, Practicing, and Pruning Africa's Way." Elle écrit : "Le négo-féminisme est le féminisme de la négociation, et un féminisme "no ego", structuré par les impératifs culturels, et modulés par les exigences locales et globales". La plupart des cultures africaines cherchent la négociation et le compromis : dans le négo-féminisme, les négociations jouent un rôle essentiel. Pour le féminisme africain, il faut que les féministes négocient, et fassent parfois des compromis, afin de gagner leur liberté. Nnaemeka écrit que le féminisme africain fonctionne si on sait "quand, où, et comment faire détoner ou contourner les terrains minés patriarcaux".

### Maternisme
Dans son livre Motherism: The Afrocentric Alternative to Feminism, Catherine Obianuju Acholonu écrit que le féminisme occidental a pour équivalent africain le Maternisme, et que le maternisme est composé de la maternité et de la nature nourricière. Le maternisme (motherism) est une théorie multi-dimensionnelle qui inclut les structures humaines et naturelles. Un materniste est quelqu'un qui s'engage pour la survie et la maintenance de la Terre-Mère, et qui en comprend les combats humains. Acholonu soutient qu'un materniste peut être femme ou homme, et que le maternisme n'a pas de barrières de genre, parce que le maternisme s'appuie sur le partenariat, la coopération, la tolérance, l'amour, la compréhension et la patience. Le maternisme exige une complémentarité homme-femme qui assure la complétude de l'existence humaine dans un écosystème équilibré.

### Féminisme de l'escargot
Le féminisme de l'escargot est une théorie proposée par Akachi Adimora-Ezeigbo. Elle encourage les femmes nigérianes à travailler aussi lentement qu'un escargot dans leurs interactions avec les hommes, étant donné « la société très dure et patriarcale dans laquelle elles vivent ». Ezeigbo propose à la femme « d'apprendre des stratégies de survie qui lui permettront de surmonter les obstacles qu'on lui impose et de vivre une belle vie ».

## Féministes africaines notables
- Catherine Acholonu
- Meaza Ashenafi
- Akachi Ezeigbo
- Sotunsa Mobolanle Ebunoluwa
- Mary Modupe Kolawole
- Naomi Nkealah
- Obioma Nnaemeka
- Amede Leslye Obiora
- Molara Ogundipe
- Chikwenye Okonjo Ogunyemi
- Massata Cissé
- Afrika Mamas
- Awa Thiam
- Mariama Bâ
- Axelle Jah Njiké